# Логрешти-Моштени
Логрешти-Моштени (рум. Logrești-Moșteni) насеље је у Румунији у округу Горж у општини Логрешти. Oпштина се налази на надморској висини од 279 m.

## Становништво
Према подацима из 2002. године у насељу је живело 158 становника, од којих су сви румунске националности.